# Go Robot
Singles de Red Hot Chili Peppers
Dark Necessities
(2016) Sick Love
(2016)
Clip vidéo
[vidéo] « Go Robot », sur YouTube
Go Robot est une chanson du groupe de rock américain Red Hot Chili Peppers sortie en single le 5 septembre 2016 comme deuxième extrait de l'album The Getaway.

## Clip
Le clip, réalisé par Thoranna Sigurdardottir, s'inspire du film La Fièvre du samedi soir et met en scène Anthony Kiedis, le corps entièrement peint en blanc, ne portant qu'un chapeau melon, des gants et une coquille de protection de la même couleur, qui déambule comme un robot dans les rues et entrant dans plusieurs boutiques. Il arrive dans une discothèque où il remarque une "femme robot" en train de danser qu'il rejoint sur la piste,. 

## Record Store Day
À l'occasion du Record Store Day en avril 2017, une version enregistrée en concert de Go Robot sort au format picture-disc en édition limitée, avec en face B la chanson Dreams of a Samurai également enregistrée en concert.

## Classements hebdomadaires
| Classement (2016)                         | Meilleure position |
| ----------------------------------------- | ------------------ |
| Belgique (Flandre Ultratip 100)           | 14                 |
| Belgique (Wallonie Ultratip 50)           | 36                 |
| Canada (Billboard Canada Rock)            | 3                  |
| États-Unis (Alternative Songs)            | 12                 |
| États-Unis (Adult Alternative Songs)      | 6                  |
| États-Unis (Hot Rock & Alternative Songs) | 26                 |
| États-Unis (Mainstream Rock Tracks chart) | 20                 |
| France (SNEP)                             | 123                |